# Rudi Staeger
Rudolf „Rudi“ Staeger (* 22. November 1947 in Wien) ist ein österreichischer Jazz- und Rockmusiker (Schlagzeug, Komposition) und Musikproduzent. Er betrieb das Label RST Records.

## Leben und Wirken
Staeger bekam die erste Trommel von seiner Mutter geschenkt. Mit dem Verkauf von Brezeln und Nusskipferl im Prater finanzierte er sein erstes Schlagzeug. Nach der Schule begann er zuerst eine Lehre als Zuckerbäcker, dann absolvierte er eine Lehre als Musikalienverkäufer. Früh spielte er bei den Beethovens. Er studierte am Prayner Konservatorium bei Richard Hochreiner und Karl Palatzky sowie am Konservatorium der Stadt Wien bei Erich Bachträgl.
Mit der Band Marascinos tourte Staeger durch Deutschland, die Schweiz und durch Schweden. 1968 gründete er gemeinsam mit Herbert Novacek und Robert Ponger die Band Yasmak Guru, aus der 1971 die Rockband Acid hervorging, die mehrere Hits hatte und bis 1978 drei Alben veröffentlichte.
1969 lernte Staeger Fatty George kennen und spielte in dessen traditioneller Jazzband ebenso wie in dessen Jazz und Pop fusionierender Crew (mit Peter Wolf und Karl Ratzer).
Ender der 1970er-Jahre gründete Staeger gemeinsam mit Wolfgang Staribacher, Bernhard und Christian Rabitsch und dem Bassisten Hansi Hölzel die Band Spinning Wheel, die Hits coverte. Später gehörte er zum Trio von Rudi Wilfer, mit dem die Alben Live und Original Lungauer Volksmusik entstanden. 2007 trat er in Joe Zawinuls Birdland mit der Fatty George Revival Band auf (gleichnamiges Album).
1981 gründete Staeger sein Label RST-Records, mit dem er sich auf die Jazz- und Blues-Szene konzentrierte und insgesamt 250 Produktionen machte, etwa Alben von Karl Ratzer, Rudi Wilfer, Aladár Pege, Fritz Pauer, Elly Wright und Lee Harper, aber auch Buona Sera der Bluesrock-Band Untouchables und Produktionen von Heli Deinboek und Hannes Patek. Daneben veröffentlichte er auch viele historische Aufnahmen, etwa von Fatty George, Hans Koller, Bob Coleman und der Cincinnati Jug Band sowie Herve Duerson & Turner Parrish oder John Byrd & Walter Taylor. Die Übernahme von Lohnpressungen sicherte das Geschäft.
Staeger lebt mit seiner Frau in Pressbaum.

## Diskographische Hinweise
- Rudi Staeger, Frank Loncar Solo-Instrumente Drums (Palm's Cosmos 1988)
- For Me (RST 1999, mit Hannes Kottek, Helmut Plattner, Bernhard Plattner, Christian Plattner, Gereon Wolter, Karl Ratzer)[6]